# Gerrit Krol (politicus)
Gerrit Krol (Sint Annaparochie, 1 juli 1945) is een Nederlands politicus van het CDA.

## Opleiding en werk
Na het doorlopen van de hervormde kweekschool Mariënburg in Leeuwarden werd Krol in 1970 onderwijzer en was hij vanaf 1976 hoofdonderwijzer/directeur van basisschool 'De Willem Lodewijkschool' in Leeuwarden. Daarnaast was Krol actief in de lokale politiek.

## Politieke carrière
In 1986 kwam Krol voor het CDA in de gemeenteraad van Leeuwarden, waar hij vanaf 1994 fractievoorzitter was. In 2001 werd hij in Leeuwarden wethouder, wat hij tot 2010 zou blijven. Kort daarop volgde zijn benoeming tot waarnemend burgemeester van de gemeente het Bildt. Zijn geboorteplaats Sint Annaparochie was de hoofdplaats van deze gemeente en Krol spreekt dan ook de streektaal: het Bildts. Zijn burgemeesterschap eindigde toen de gemeente Het Bildt op 1 januari 2018 werd opgeheven en opging in de fusiegemeente Waadhoeke.

## Afscheid als burgemeester
In december 2017 was Krol de oudste burgemeester van Nederland en op dat moment de langstzittende waarnemend burgemeester van Nederland. Op 14 december werd hij onderscheiden met de CdK-penning door commissaris van de Koning Arno Brok.